# NGC 5532
NGC 5532 é uma galáxia lenticular (S0) localizada na direcção da constelação de Boötes. Possui uma declinação de +10° 48' 27" e uma ascensão recta de 14 horas, 16 minutos e 52,9 segundos.
A galáxia NGC 5532 foi descoberta em 15 de Março de 1784 por William Herschel.